# Pont Vieux, Carcassonne
Pont-Vieux je most čet reko Aude v kraju Carcassonne v južni Franciji. 

## Zgodovina
Najstarejši dokument o mostu je iz leta 1184. Roger Trencavel pooblašča prebivalce mesta, da zgradijo nov most pod pogojem, da pokrijejo stroške. V testamentu leta 1194 je ohranil samo načelo cestnine, ki jo je omejil na letno plačilo dveh mernikov pšenice. Ta most, zgrajen v približno desetih letih, je bil lesen. Jacques-Alphonse Mahul je poudaril, da mora biti most, o katerem govori ta dokument, Pont du moulin du roi, ki je bil na starem kraku reke Aude .
Albižanska križarska vojna je gotovo uničila ta most. Prebivalci Carcassonna so se vrnili po sedmih letih izgnanstva. Kralj je trg, ki ga je obdajalo obzidje uničil, preusmeril Aude in osušil močvirja. Ludvik IX. je dovolil prebivalcem, da so zgradili spodnje mesto. Potreben je bil nov most. V začetku 14. stoletja je kralj pooblastil prebivalce, da so zgradili kamniti most. Dela so financirali s pristojbinami droit de barragium et de pavagium. To je tisto, kar se pojavlja v pismu kralja Filipa V. z dne 6. septembra 1318, kjer dovoljuje zbirko v korist mesta Limoux, da zgradi kamniti most ... pravice ... pod enakimi pogoji kot to je bilo pred leti storjeno za mesto Carcassonne. Pont-Neuf v Limouxu je zelo podoben tistemu v Carcassonnu. Most je bil zgrajen leta 1315. Morda je bil dokončan okoli 1320. Akt iz leta 1353 v korist Hiše dobrodelnosti kaže, da je bil most takrat že dokončan.
Most je bil prvotno razdeljen na dva dela s kamnitim lokom, ki je označeval mejo med spodnjim in zgornjim mestom. Verjetno je bil popravljen v 14. stoletju. 
Most so že večkrat popravili. Leta 1456 sta se ločila dva loka. Leta 1820 je bil most obnovljen, spremenjen in nekoliko iznakažen.
Most je bil leta 1926 uvrščen med zgodovinske spomenike.

## Opis
Carcassonne ima tri mostove, ki prečkajo reko Aude takoj za L'Île: Pont-Vieux, Pont-Neuf in pont de l'avenir. Pont-Vieux je najbližji srednjeveškemu mestu; v srednjem veku je bil edini način za dostop iz spodnjega mesta do utrjenega zgornjega mesta. Zdaj je rezerviran za pešce.
Sestavljen je iz dvanajstih polkrožnih lokov neenakomerne dolžine, podprtih z oporniki, z nameščenimi sprednjimi in zadnjimi ščitniki (ledolomilci). Njegova dolžina je 225 metrov.